# Callidulidae
Los calidúlidos (Callidulidae) son la única familia de la superfamilia Calliduloidea, contiene ocho géneros. Tiene una distribución peculiar, restringida a los trópicos del Viejo Mundo, en el Sudeste de Asia hasta Australasia y Madagascar.  Las especies de las tres subfamilias muestran el comportamiento de vuelo diurno y nocturno.

## Subfamilias y géneros
Pterothysaninae
- Caloschemia = Helicomitra
- Pterothysanus = Anengya

Griveaudiinae

- Griveaudia

Callidulinae

- Callidula = Petavia = Datanga
- Cleis
- Comella
- Pterodecta
- Tetragonus = Agonis